# Castillo Palacio de la Baronía

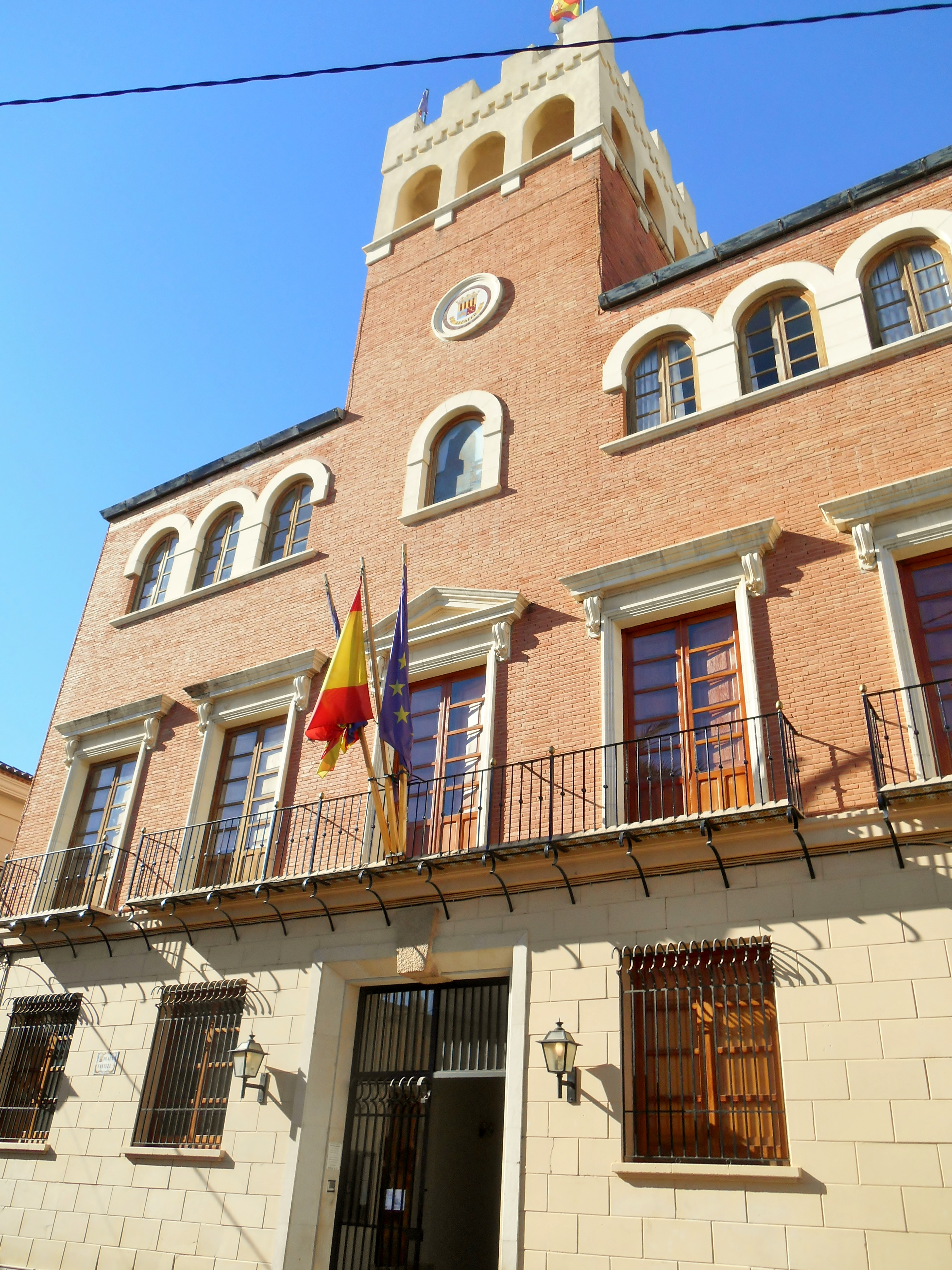
Ayuntamiento de Alcácer, sito en el antiguo castillo-palacio.

El Castillo Palacio de la Baronía se encuentra en la plaza del Castillo del municipio de Alcácer. Fue construido en el siglo XV sobre los cimientos del castillo árabe de Alcácer.

Se encuentra bajo la protección de la Declaración genérica del Decreto de 22 de abril de 1949, y la Ley 16/1985 sobre el Patrimonio Histórico Español. Es bien de interés cultural con número 46.16.015-002.

## Historia
Durante la dominación musulmana, la población de Alcácer estaba dotada de un castillo árabe cuyos basamentos serían utilizados, en el siglo XV, para la edificación del palacio de la Baronía.
La población musulmana fue conquistada por Jaime I de Aragón, quien la cedió en 1248 a Artal de Foces. Su señorío pasó por diversas familias hasta que en el año 1443 fue elevada a la categoría de baronía, siendo su primer titular Joan Català i Sanoguera. Mantuvo una dependencia continua de la vecina Picasent hasta 1784.
Residencia de los nobles y símbolo del poder del señorío, tras unos primeros siglos de esplendor fue cayendo en desuso, y finalmente semiabandonado y en ruina. El Ayuntamiento rescató lo que quedaba del edificio y lo restauró y rehabilitó para convertirlo en sede del consistorio, por la que aunque se halla en un perfecto estado ha perdido lógicamente buena parte de su aspecto original y muchos de sus elementos, especialmente los fortificados y defensivos.